# Вулиця Івана Карпинця
Вулиця Карпинця — вулиця у Франківському районі міста Львова, у місцевості Вулька. Прямує від вулиці Героїв Майдану углиб забудови, завершується глухим кутом. Прилучаються вулиці Сбитова та Лукаша.

## Історія
Вулиця почала формуватися на початку XX століття, першу офіційну назву — Кадетська бічна — отримала у 1910 році. У 1913 році її перейменували на вулицю Косинерську, на згадку про учасників польського селянського повстання. Під час німецької окупації, з 1943 року по липень 1944 року, вулиця мала назву Рембрандтґассе, на честь нідерландського художника епохи Відродження Рембрандта ван Рейна. У липні 1944 року повернена колишня назви — вулиця Косинерська і вже у 1946 році перейменована на вулицю Солдатську. 1993 року вулиця отримала сучасну назву на пошану українського історика Івана Карпинця.

## Забудова
Вулиця Карпинця забудована будинками 1930-х та 1960—1970-х років, зведеними у стилі польського та радянського конструктивізму, а також присутня радянська барачна забудова 1950-х років та сучасна багатоповерхова 2000-х років.
№ 8 — п'ятиповерховий житловий будинок, зведений у 2006 році.
№ 18, 18а — двоповерхові вілли, зведені у 1912—1913 роках за проєктом Валерія Шульмана та Філемона Левицького для Марії Бачинської та Софії Олесницької відповідно. У будинку № 18 наприкінці 1930-х років мешкав український політик, громадський і державний діяч Роман Шухевич з родиною. Будинки внесені до реєстру пам'яток архітектури місцевого значення під охоронними № 2608-м та № 2609-м.
№ 17, 19, 21, 23, 25 — двоповерхові вілли, зведені у 1910-х—1930-х роках. Будинки внесені до реєстру пам'яток архітектури місцевого значення під охоронними № 2609-м, № 2610-м, № 2611-м, № 2612-м та № 2613-м відповідно.
№ 27 — п'ятиповерхова будівля гуртожитку № 3 Національного університету «Львівська політехніка», зведена у 1960-х роках у стилі радянського конструктивізму.

Світлини вуличної забудови
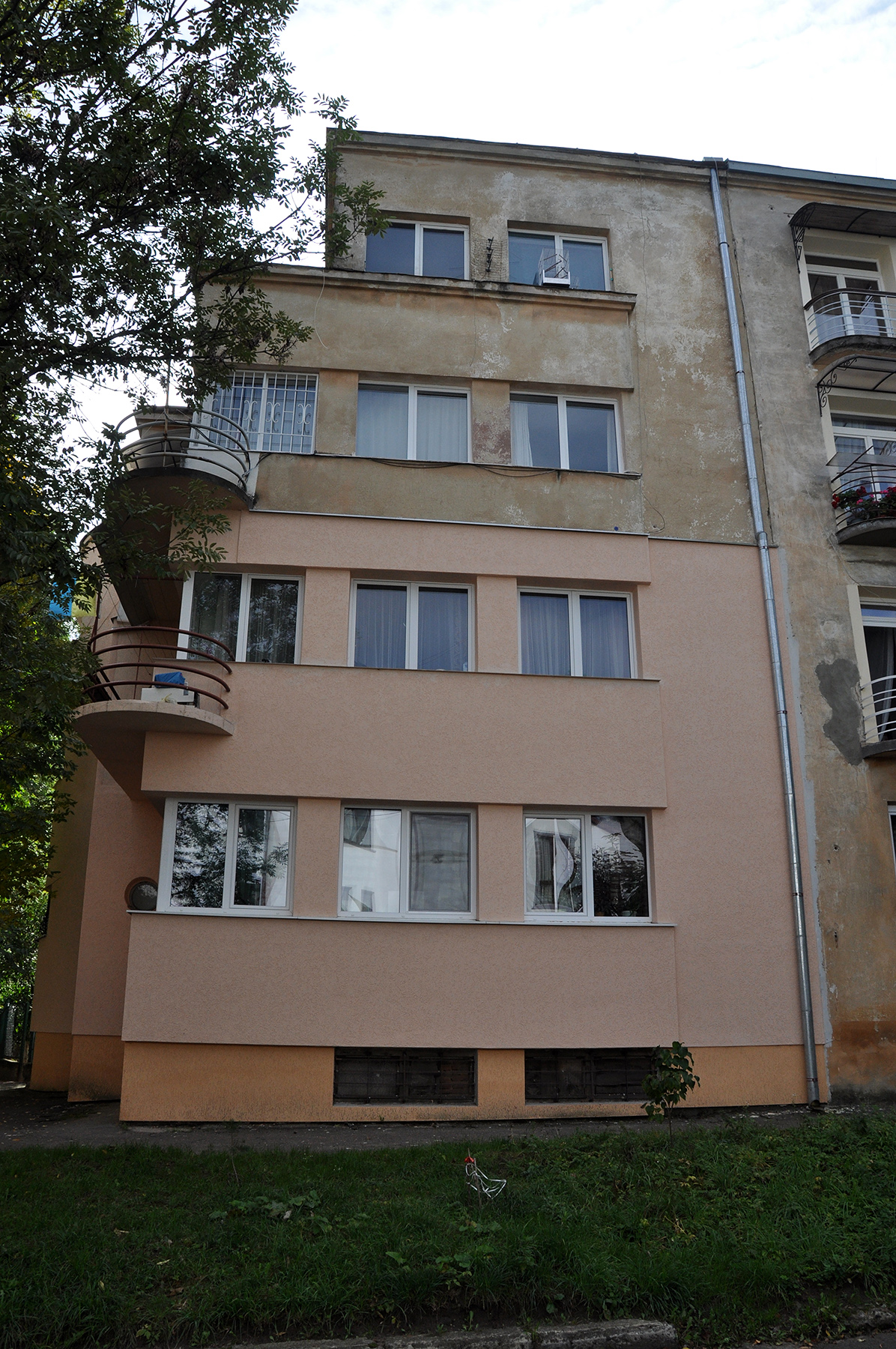
Будинок № 17
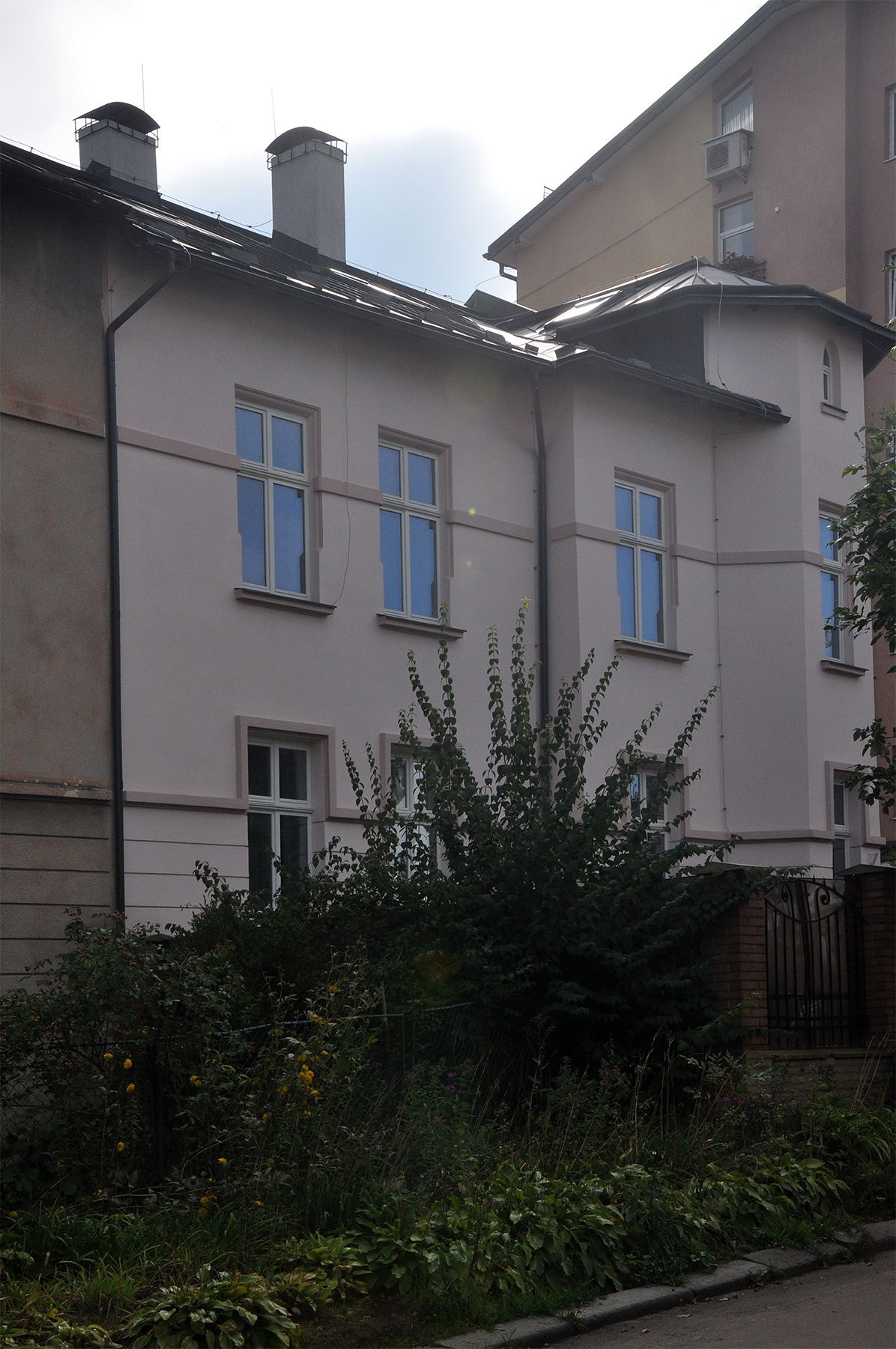
Будинок № 18
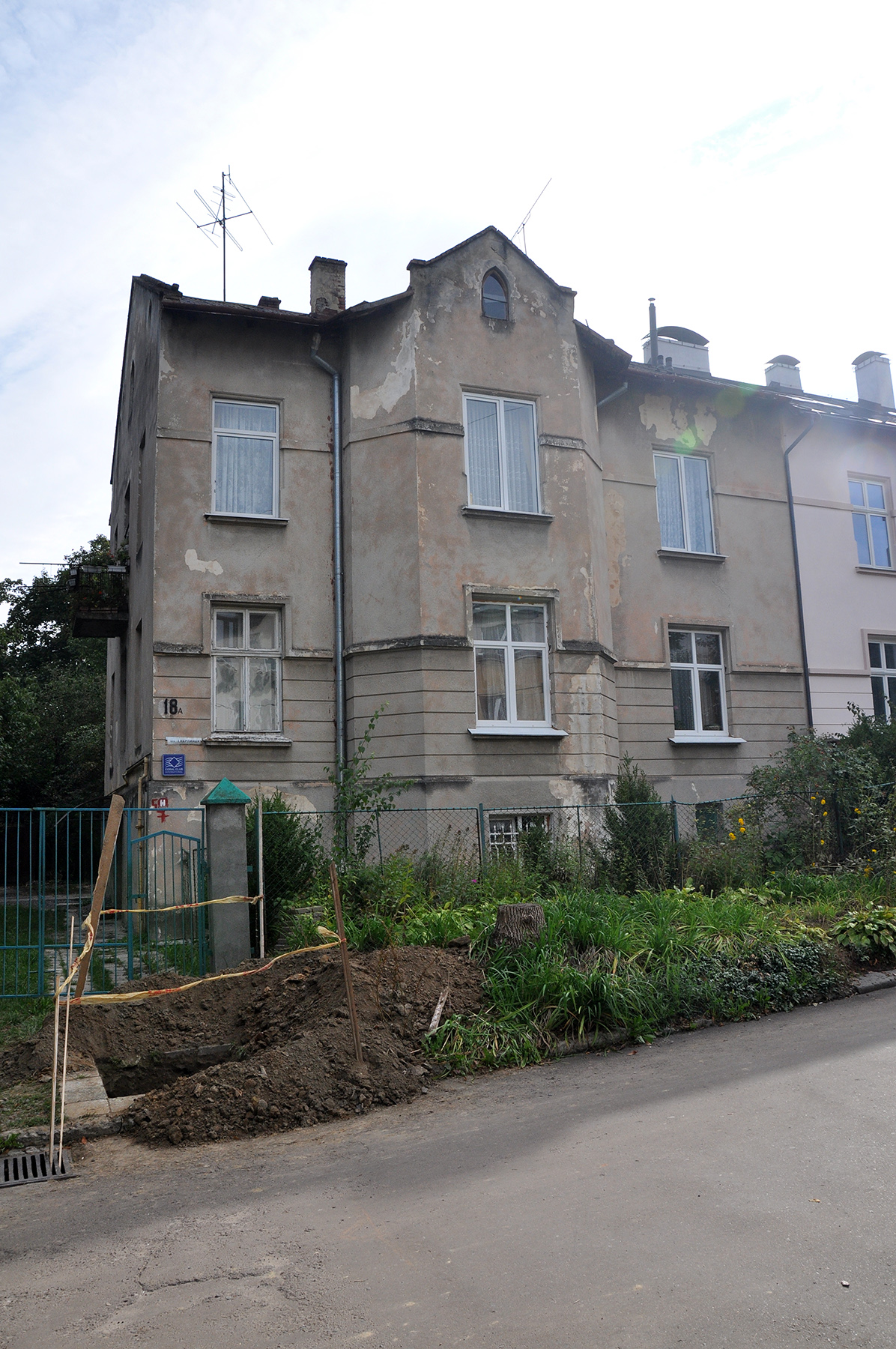
Будинок № 18a
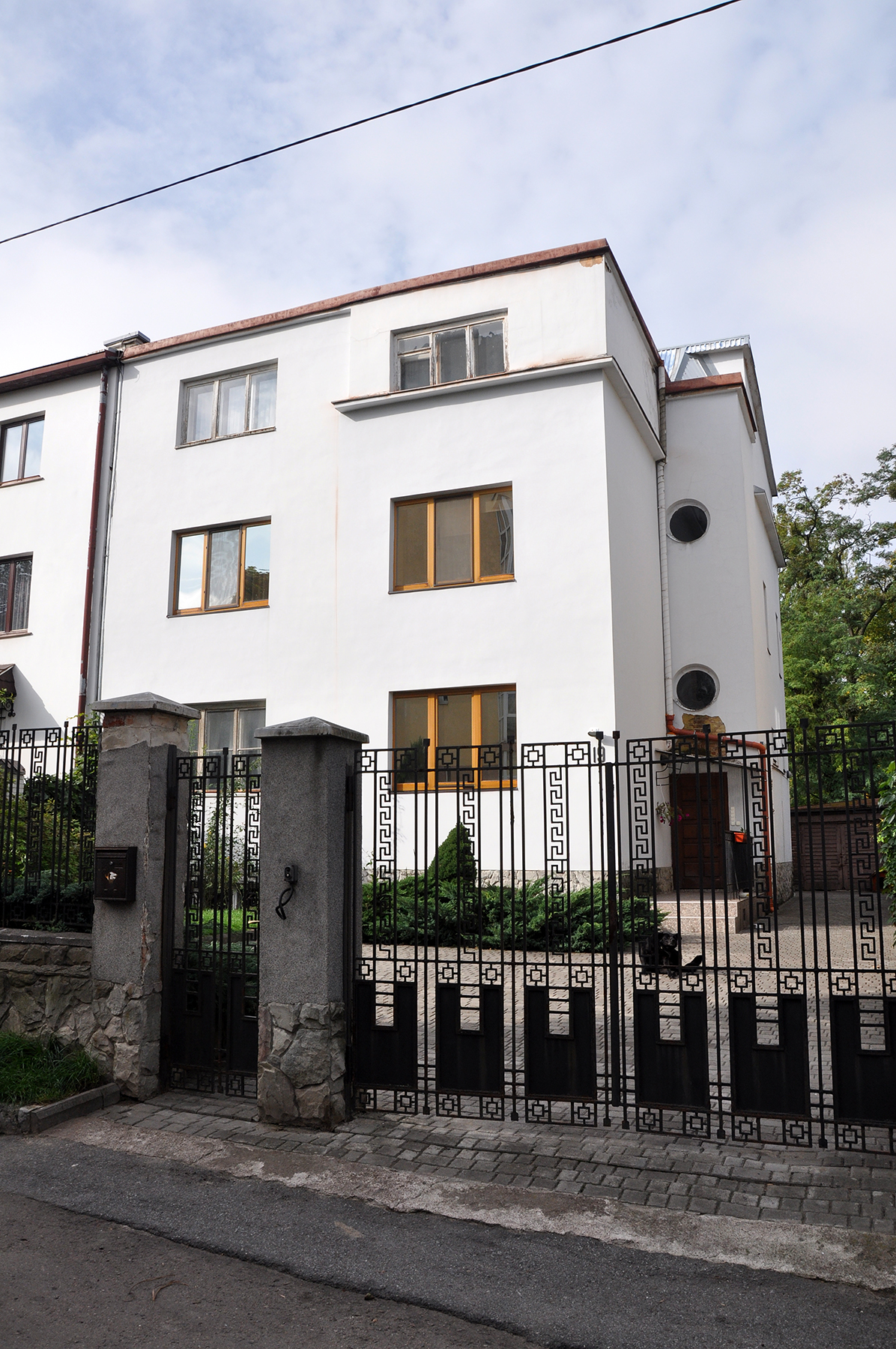
Будинок № 19
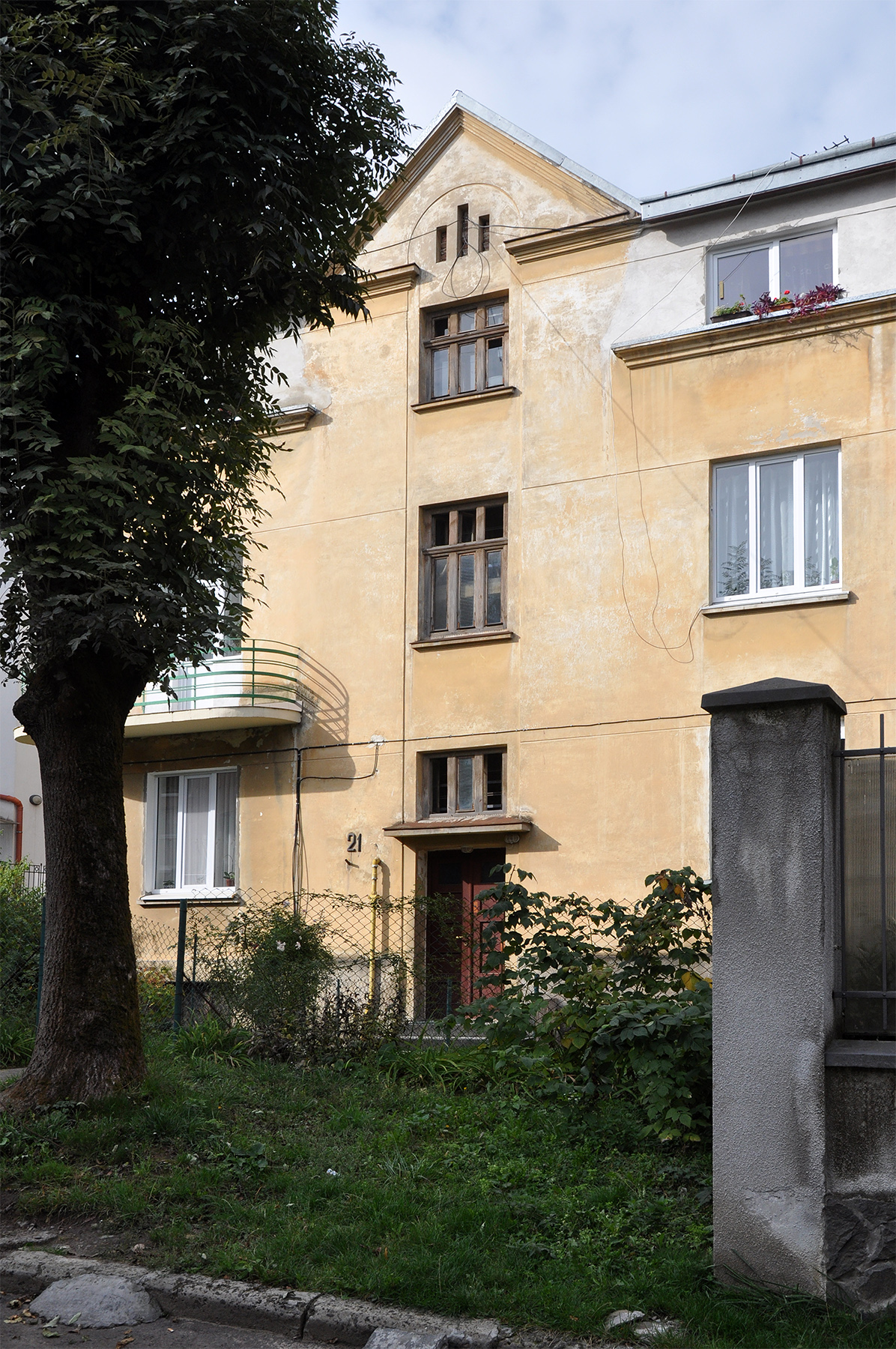
Будинок № 21
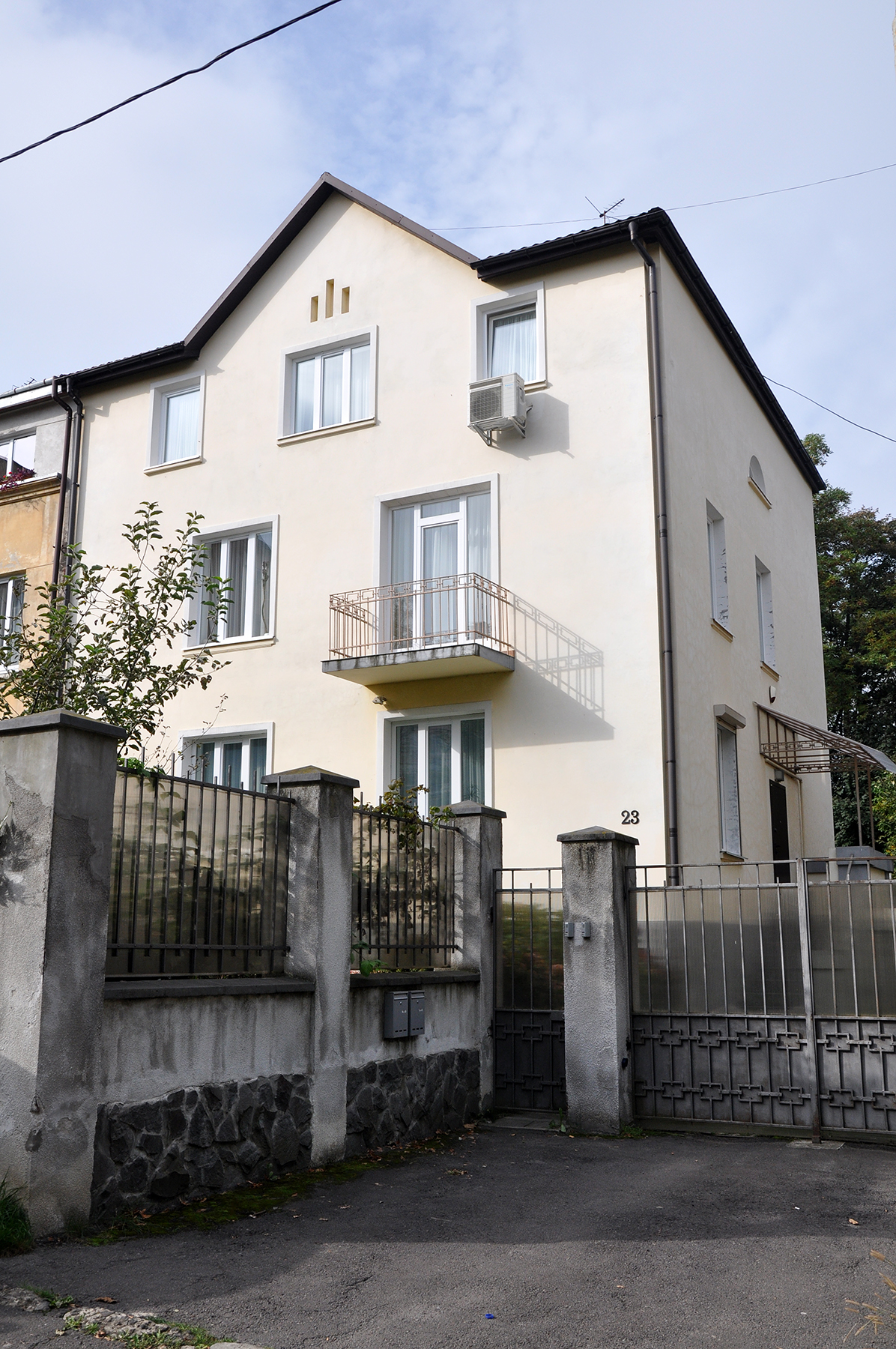
Будинок № 23
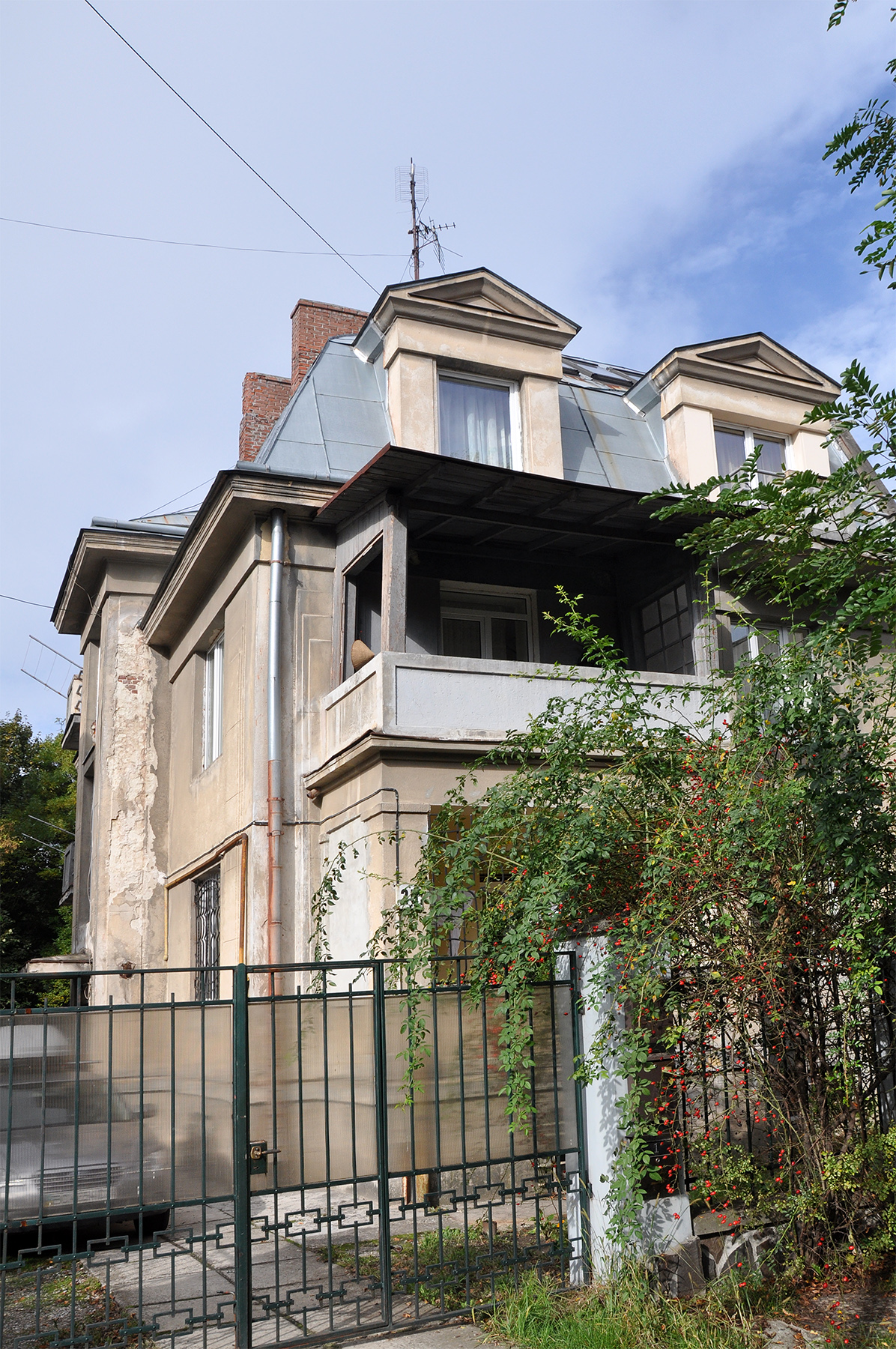
Будинок № 25